# 제4회 서강데뷔작영화제
제4회 서강데뷔작영화제는 2007년 10월 2일에 열린 시상식이다.

## 수상 및 후보

### 알바트로스 상
- 삼거리 극장 - 전계수 수상
- 아내의 애인을 만나다 - 김태식
- 기담 - 정가형제

### 화제의 데뷔작
- 디바 - 장-자크 베넥스
- 말라 노체 - 구스 반 산트
- 캐쉬백 - 숀 엘리스

### 디지털시네마 초청전
- 도시락 - 여명준
- 상어 - 김동현
- 떨 - 양경모
- 나비두더지 - 서명수
- 아내의 애인을 만나다 - 김태식

### 데뷔작 특별 초청전
- 연애, 그 참을 수 없는 가벼움 - 김해곤
- 두뇌유희 프로젝트, 퍼즐 - 김태경
- 무도리 - 이형선
- 구미호 가족 - 이형곤
- 마음이... - 봉수
- 잔혹한 출근 - 김태윤
- 열혈남아 - 이정범
- 사랑따윈 필요없어 - 이철하
- 누가 그녀와 잤을까? - 김유성
- 후회하지 않아 - 이송희일
- 애정결핍이 두 남자에게 미치는 영향 - 김성훈
- 삼거리 극장 - 전계수
- 사랑할 때 이야기하는 것들 - 변승욱
- Mr. 로빈 꼬시기 - 김상우
- 올드 미스 다이어리 - 극장판 - 김석윤
- 중천 - 조동오
- 언니가 간다 - 김창래
- 소녀X소녀 - 박동훈
- 김관장 대 김관장 대 김관장 - 박성균
- 복면 달호 - 김상찬 외 1명
- 마강호텔 - 최성철
- 내 여자의 남자친구 - 박성범
- 뷰티풀 선데이 - 진광교
- 극락도 살인사건 - 김한민
- 파란 자전거 - 권용국
- 동갑내기 과외하기 레슨 2 - 김호정 외 1명
- 아내의 애인을 만나다 - 김태식
- 날아라 허동구 - 박규태
- 못말리는 결혼 - 김성욱
- 저 하늘에도 슬픔이 - 한명구
- 전설의 고향 - 김지환
- 열세살, 수아 - 김희정
- 방울토마토 - 정영배
- 해부학교실 - 손태웅
- 꽃미남 연쇄 테러사건 - 이권
- 이브의 유혹 - 엔젤 - 임경택
- 기담 - 정가형제